# The Anatomy of the Horse
The Anatomy of the Horse ist ein Werk des englischen Malers George Stubbs über die Anatomie des Pferdes, das 1766 in London veröffentlicht worden ist.

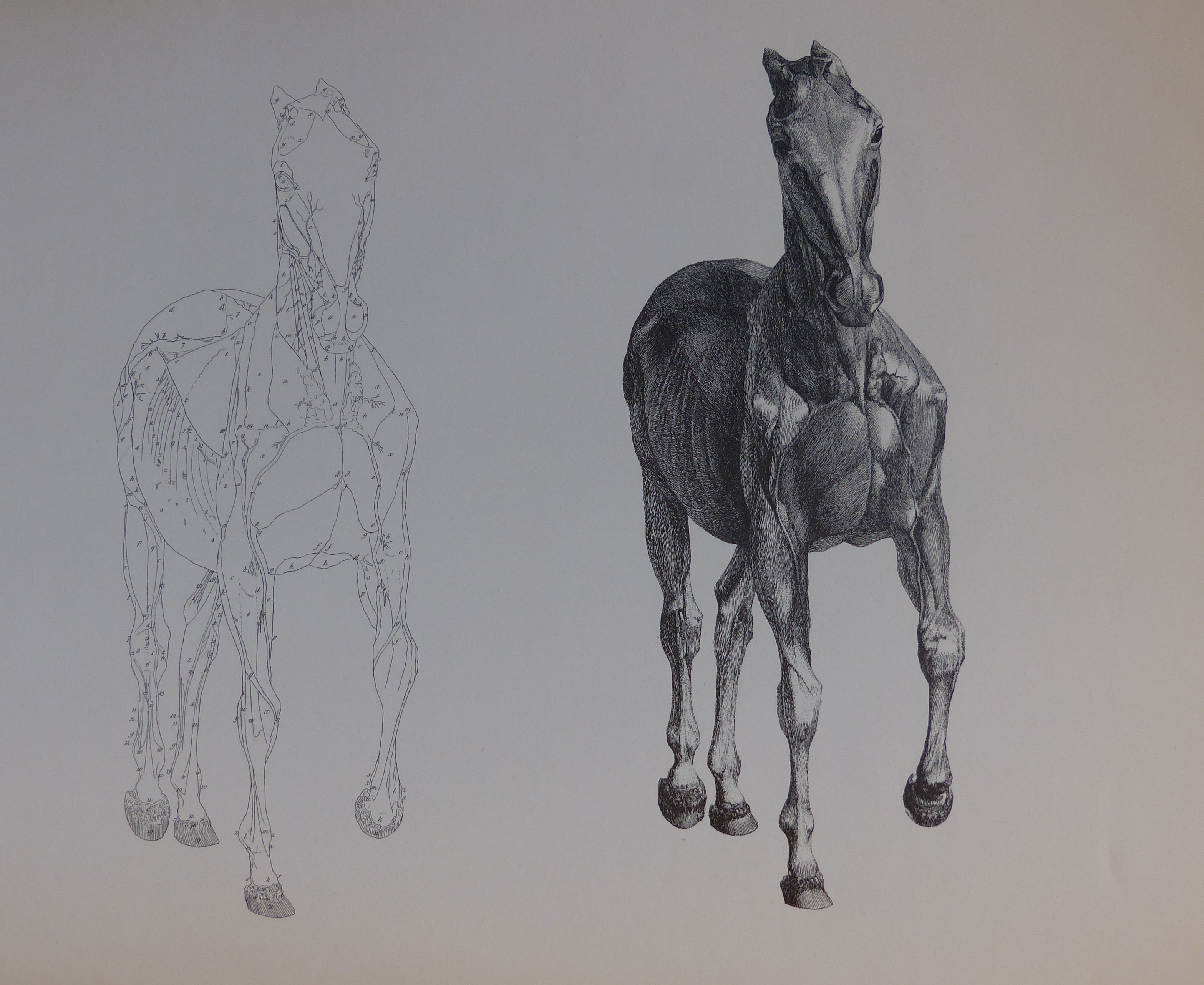

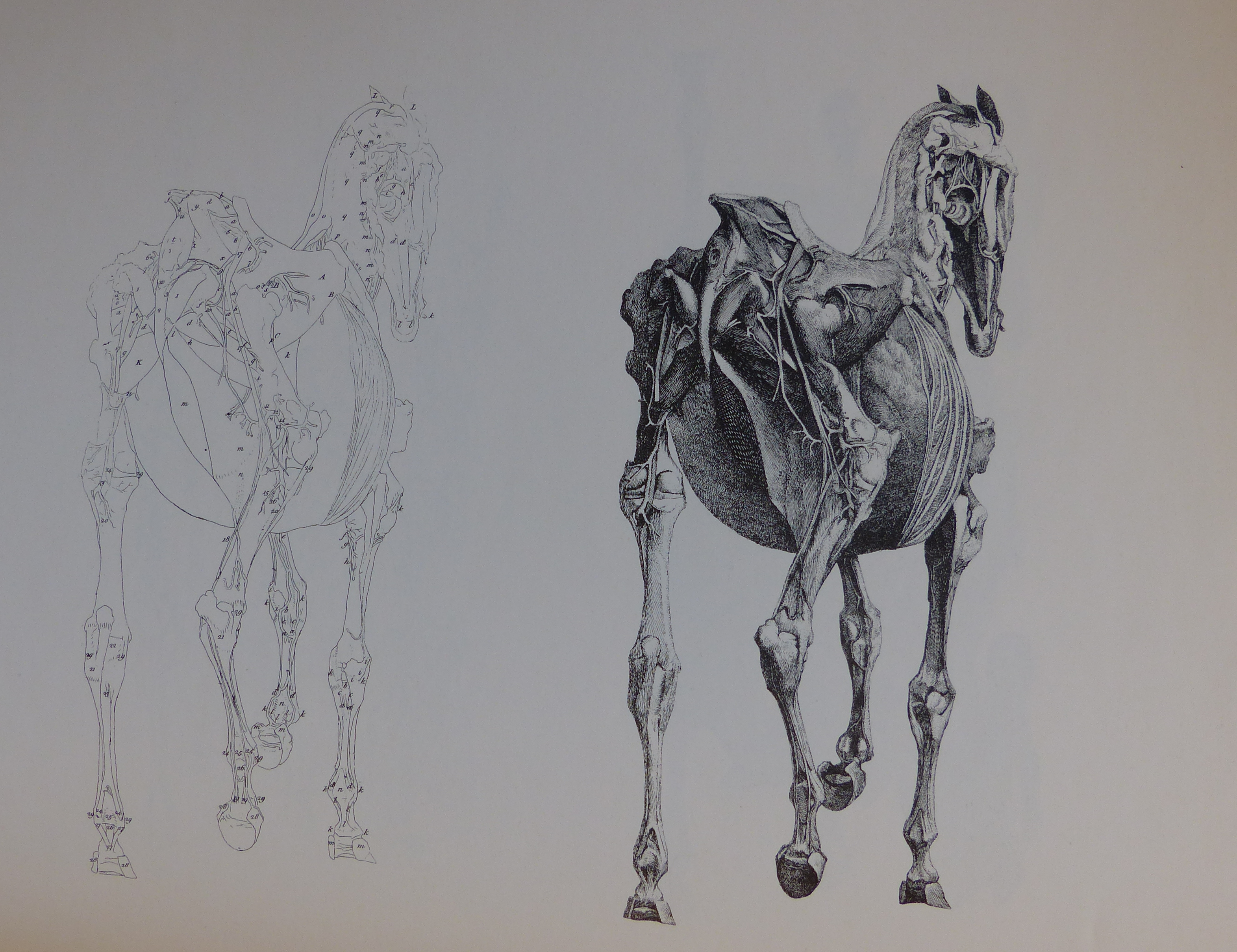

Die Erstausgabe des Buchs enthält 18 Stiche von Stubbs’ Hand zusammen mit einem umfangreichen kommentierenden Text. Der Text stützt sich auf die Protokolle, die Stubbs zwischen 1756 und 1758 beim Sezieren von Pferden akribisch geführt hatte und in denen Schritt für Schritt jeder Arbeitsgang dokumentiert wird. Seziert wurden die Pferdekadaver in einem entlegenen Bauernhaus in Horkstoke in Lincolnshire.
Seine spätere Frau, Mary Spencer, assistierte ihm bei der Arbeit. 
In den Sammlungen der Royal Academy of Arts in London werden 42 Vorzeichnungen für die Stiche aufbewahrt.
Stubbs anatomische Studien waren die ersten seit Carlo Ruinis Dell Anatomia et dell'Infirmità del Cavallo von 1598, das allerdings nur recht schematische Holzschnitte der Anatomie des Pferdes enthält.
Da die damals in London führenden Kupferstecher Guignon und Pond es ablehnten, Stiche nach Stubbs’ Zeichnungen herzustellen, übernahm Stubbs die Arbeit schließlich selbst. Er benutzte dabei eine Mischtechnik aus Kupferstich und Radierung.
Vorfinanziert wurde der Druck durch Subskriptionen. Das Werk wurde nicht nur ein finanzieller Erfolg, sondern Stubbs erhielt viel Lob von Künstlern und Fachleuten aus ganz Europa. Das Buch wurde in der Folge mehrfach mit nur leichten textlichen Bearbeitungen herausgegeben, das letzte Mal 2025.

## Ausgaben (Auswahl)
- The Anatomy of the Horse. Including A particular Description of the Bones, Cartilages, Muscles, Fascias, Ligaments, Nerves, Arteries, Veins, and Glands. London: Purser 1766.
- The Anatomy of the Horse. [Textbearbeitung] von James C. McCunn u. Christopher Wyndham Ottaway. London, G. Heywood Hill 1938. Neuauflage 1965.
- The Anatomy of the Horse. Pallas Athene Publ.  London, 2005. ISBN 978-1-84368-003-1.
- The Anatomy of the Horse. Texts by Constance Anne Parker, Oliver Kase. Pallas Athene Publ., New York, 2025. ISBN 978-1-84368-248-6